# Gabriela Demeterová
Gabriela Demeterová (* 17. května 1971, Praha) je česká houslová a violová virtuózka, sólistka světových orchestrů, první česká finalistka a absolutní vítězka Mezinárodní houslové soutěže Yehudi Menuhina v Anglii, členka umělecké rady Akademie múzických umění v Praze.

## Kariéra
Od roku 1995 byla sólistkou a uměleckou vedoucí komorního souboru Collegium českých filharmoniků. Ten se pod jejím vedením specializoval na interpretaci barokní hudby a málo známých děl českých autorů. 
Partnerem v interpretaci barokní hudby je jí prof. Giedré Lukšaité-Mrázková (cembalo, hammerklavier, varhany). Spolupracuje také s klavíristy Renou Sharon, Norbertem Hellerem a Norou Škutovou. Na pódiu ji též bývá partnerem kytarista Pavel Steidl a Ozren Mutak.
V červnu 2005 založila soubor Collegium Gabriely Demeterové. Je jeho sólistkou a uměleckou vedoucí. 
Od roku 1994 nahrává pro firmu Supraphon, u které vydala již třináct kompaktních desek. Dále pak nahrála CD k nejrůznějším projektům ve spolupráci s významnými českými interprety. Od roku 2003 nahrává též pro dánskou společnost Classico. Tam vydala již čtyři tituly. K nejnovějším patří Brahmsův houslový koncert pod taktovkou Douglase Bostocka s Komorní filharmonií Pardubice. K nejnovějším nahrávkám souborné provedení duchovních kantát Opella Ecclesiastica od českého barokního skladatele J. A. Plánického.
Gabriela Demeterová s úspěchem spolupracuje s interprety z jiných hudebních oblastí, například s P. Jandou, Noidem, A. Langerovou, P. Kolářem, Michalem Pavlíčkem, skupinou Sto zvířat, Kryštofem a Olympikem.
Byla také moderátorkou hudebního magazínu České televize Terra musica, podílela se na přípravě pořadů Rondo a Matiné. Spolupracuje se stanicí Vltava Českého rozhlasu.
Nejen koncertní činností se snaží přiblížit klasickou hudbu široké veřejnosti a mladému publiku. Je zakladatelkou mezinárodního hudebního festivalu „Barokní perly Gabriely Demeterové“, který se zaměřoval na podporu mladých talentovaných hudebníků. Smyslem festivalu bylo také podpořit rekonstrukci historických objektů. V lednu 2003 založila Nadační fond Gabriely Demeterové, který se stal hlavním organizátorem výše uvedeného festivalu. Jeho hlavním cílem je i nadále podpora mladých umělců a oprava kulturních památek.
Gabriela Demeterová hraje na housle z dílny italského mistra Giuseppa Roccy z roku 1855 a na housle “Princ Oranžský” italského mistra Giuseppa Antonia Guarneriho del Gesu z poloviny 18. století, které jí zapůjčuje státní sbírka nástrojů Národního muzea v Praze.